# Посејдон (приповетка)
Посејдон је фрагмент приче Франца Кафке, објављене у немачкој збирци „Beschreibung eines Kampfes“ Макса Брода 1936. године. Прича је укључена у збирку коју су на енглески језик превели Тања и Џејмс Штерн 1958. године.
Бог мора Посејдон је овде представљен као незадовољни управник вода, које он заправо не познаје.

## Историја
У јесен 1920. године, Кафка се растао од своје љубавнице Милене Јесенске. Продуктивним напорима настао је низ кратких прозних дела, укључујући и „Одбијање“. Кафка их није објавио; зато им је његов пријатељ Макс Брод дао наслов када их је објавио.

## Заплет
Посејдон седи за столом и врши прорачуне над водама којима мора да управља. За свој посао могао је да се ослони на особље, али радије ради сам. Не воли свој посао, али не види алтернативу.
Посејдон се жали што га људи замишљају како стално плива кроз воду са својим трозупцем. Уместо тога, он седи у дубинама океана, врши непрекидне прорачуне и готово никада не види море. Само на својим повременим путовањима на Јупитер, са којих се често враћа љутито, говорећи „Ја сам Посејдон, бог мора, али људи око мене захтевају да се прилагодим њиховим земаљским потребама“, он види море током брзог успона на Олимп. Плаши се да ће морати да чека до краја света на тихи тренутак и обилазак мора.

## Форма
Кратка прича се састоји од два пасуса. Наративна перспектива није успостављена и помера се између пасуса. Анонимни наратор прича причу, док безлична перспектива неког надређеног додаје ироничне коментаре. Други пасус је доминиран Посејдоновим незадовољством, али поново он није наратор.